# Schlotheimia acutifolia
Schlotheimia acutifolia är en bladmossart som beskrevs av Ferdinand François Gabriel Renauld och Jean Édouard Gabriel Narcisse Paris 1902. Schlotheimia acutifolia ingår i släktet Schlotheimia och familjen Orthotrichaceae. Inga underarter finns listade i Catalogue of Life.